# Église de la Sainte-Trinité d'Hédouville
L'église de la Sainte-Trinité ou du Saint-Sauveur est une église catholique paroissiale située à Hédouville (Val-d'Oise). C'est probablement la première église du village, mais quelques détails donnent à penser qu'elle pourrait comporter des éléments d'une chapelle plus ancienne. Le vaisseau central n'est pas antérieur aux années 1230 / 1240, et se compose d'une courte nef non voûtée et d'un chœur carré voûté d'ogives, qui était jadis éclairé par un triplet. Les supports de l'arc triomphal, malheureusement retaillés, se composent d'une colonnette, d'un dosseret et d'un pilastre. Au nord, une ancienne chapelle seigneuriale est contigüe au chœur. Elle date de la première moitié du XVIe siècle, et est fermée par une grille en bois un peu postérieure. L'église de la Trinité ne se signale pas par la qualité de son architecture, mais elle représente une église rurale du milieu XIIIe siècle dans sa plus simple expression, et n'a pas fait l'objet de remaniements significatifs. Le petit édifice a été inscrit aux monuments historiques par arrêté du 16 juin 1926. L'église fait aujourd'hui partie de la paroisse de Nesles-la-Vallée, et n'accueille des messes dominicales qu'irrégulièrement.

## Localisation
L'église de la Sainte-Trinité est située en France, en région Île-de-France et dans le département du Val-d'Oise, dans le Parc naturel régional du Vexin français, dans la vallée du Sausseron, sur la commune d'Hédouville, au sud du village, rue de l'Abreuvoir. La façade occidentale donne sur la rue. Il faut gravir une douzaine de marches d'escalier pour parvenir au portail. L'élévation méridionale donne sur le jardin de l'ancien presbytère, fermé par un haut mur, et n'est pas visible depuis le domaine public. L'élévation septentrionale donne sur une petite place publique plantée d'arbres, qui est de plan triangulaire, et délimitée par la rue de l'Abreuvoir et la rue de l'Ancien Moulin, à l'est. Au nord de la place, se situe la fourchette entre ces deux rues et la Grande-Rue. Le chevet de l'église est visible depuis la rue de l'Ancien Moulin.

## Historique
La date de fondation de la paroisse n'est pas connue avec certitude. L'abbé Vital Jean Gautier la situe au XIIIe siècle. L'église est dédiée à la Sainte-Trinité ou au Saint-Sauveur, c'est-à-dire, à Jésus-Christ lui-même. Sous l'Ancien Régime, elle relève du doyenné de Beaumont, de l'archidiaconé de Clermont et du diocèse de Beauvais. Comme pour les autres paroisses du même diocèse dans la partie englobée à la Révolution française au département de Seine-et-Oise et au diocèse de Versailles, le collateur de la cure est l'évêque de Beauvais. La dîme appartient au curé. Aucun document ne renseigne sur la construction de l'église. Les campagnes de construction peuvent être identifiées grâce à l'analyse archéologique. La partie la plus ancienne de l'église est le vaisseau central, que Louis Régnier ne dit pas antérieur aux années 1230 / 1240 environ. Il pourrait donc s'agir de l'église paroissiale primitive d'Hédouville. La chapelle au nord de la travée du sanctuaire porte les caractéristiques de la première moitié du XVIe siècle. C'est à l'origine une chapelle seigneuriale. Elle a été plus tard transformée en sacristie.
Sous la Révolution française, le nouveau diocèse de Versailles est formé pour regrouper l'ensemble des paroisses sur le territoire du département de Seine-et-Oise. Vers 1885, Louis Régnier trouve l'église dans un état préoccupant, et craint qu'elle ne soit plus assurée d'un long avenir. Au cours des années 1920, elle bénéficie d'une restauration complète. Les travaux à l'extérieur sont pris en charge par la commune, et les travaux à l'intérieur par le curé et l'évêque. À cette époque, l'église de la Sainte-Trinité est desservie par le curé de Frouville. Elle est inscrite aux monuments historiques par arrêté du 16 juin 1926. Dans le cadre de la refonte des départements d'Île-de-France et de la création du département du Val-d'Oise, le nouveau diocèse de Pontoise est érigé en 1966. Hédouville est affilié à la paroisse de Nesles-la-Vallée. Elle regroupe un total de huit villages, les autres étant Arronville, Frouville, Labbeville, Menouville, Église Saint-Martin de Vallangoujard et Valmondois. Les messes dominicales sont célébrées à Frouville à titre irrégulier.

## Description

Plan de l'église.

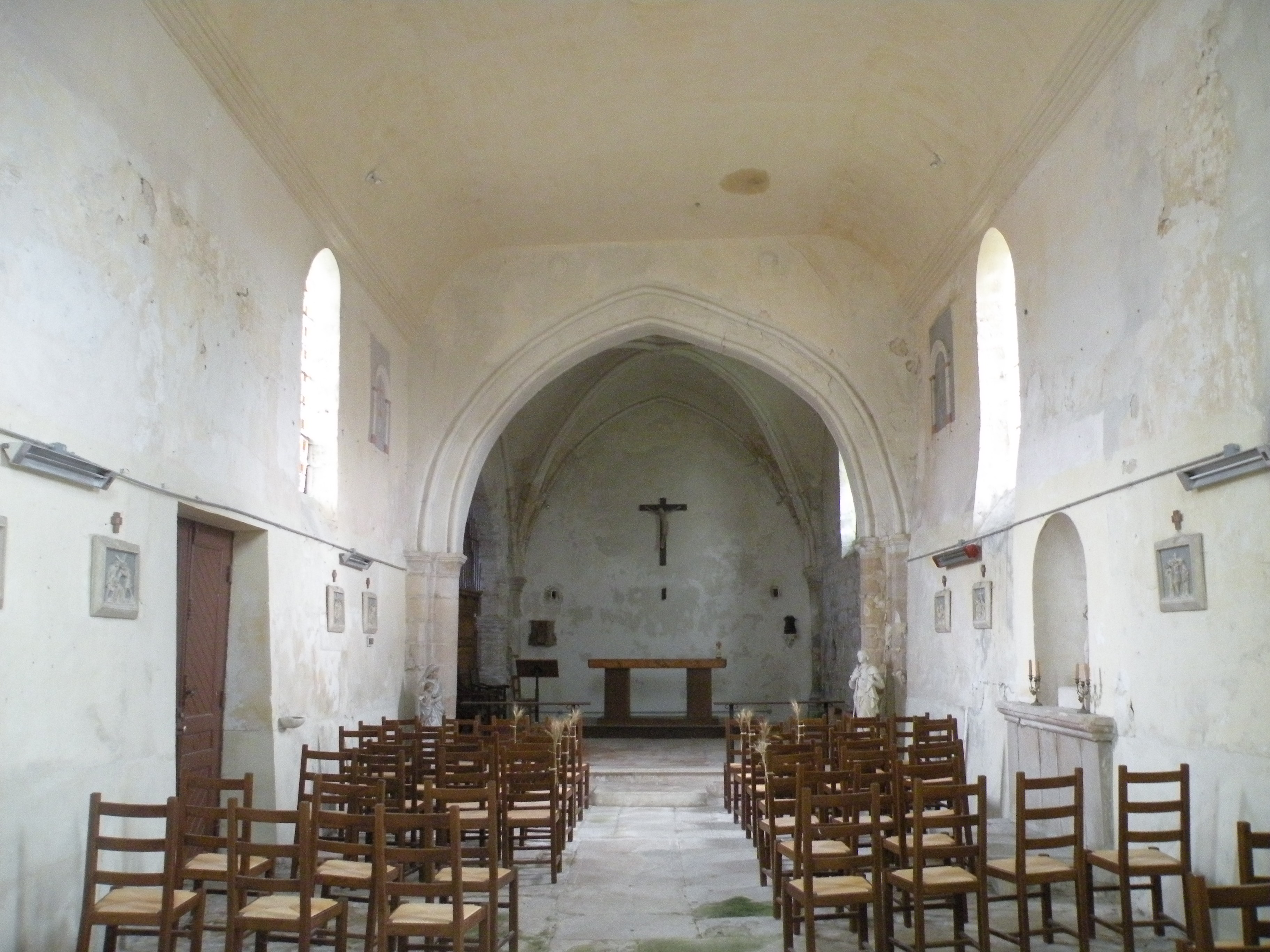
Vue intérieure générale.

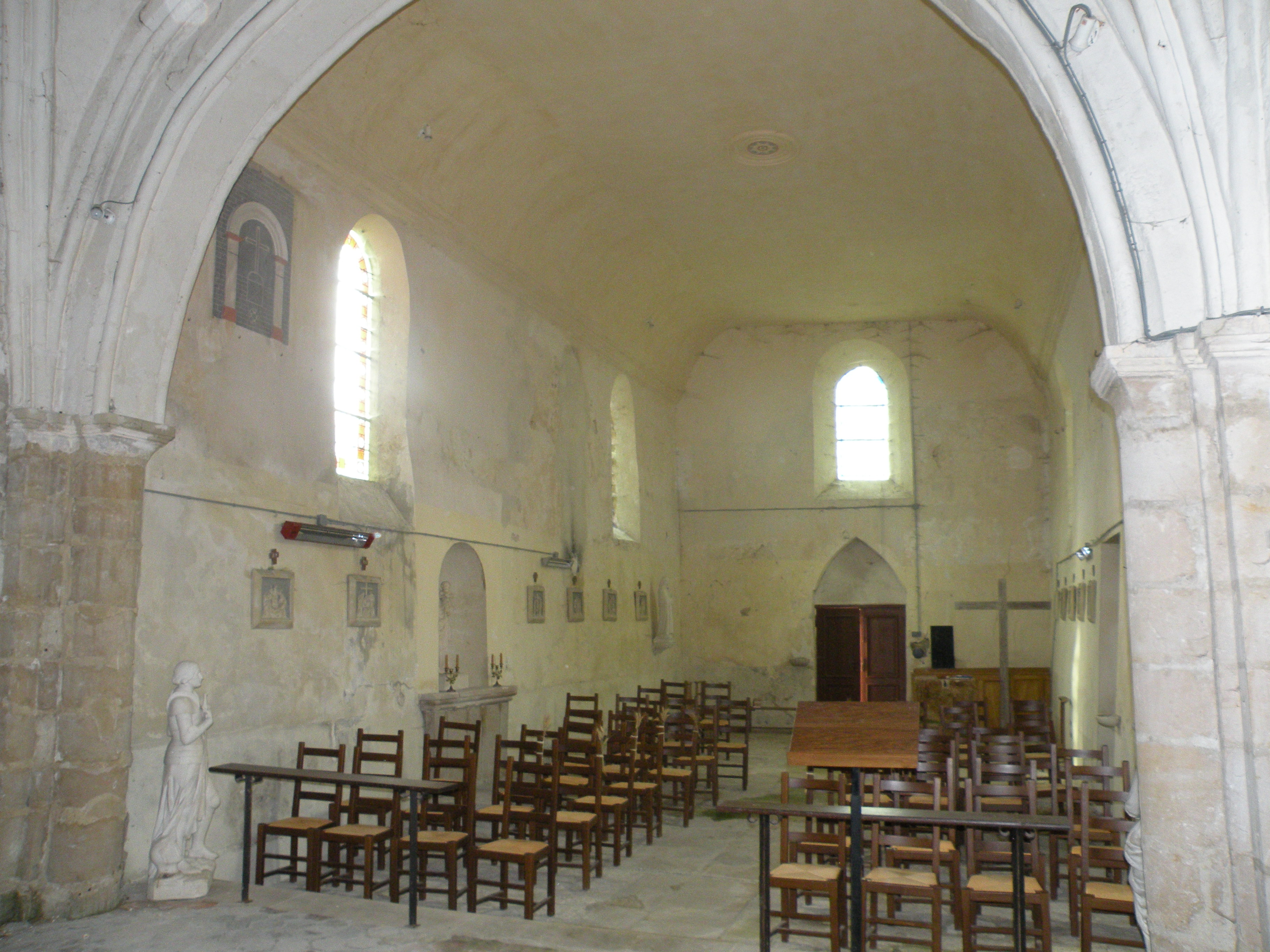
Chœur, vue vers l'ouest.

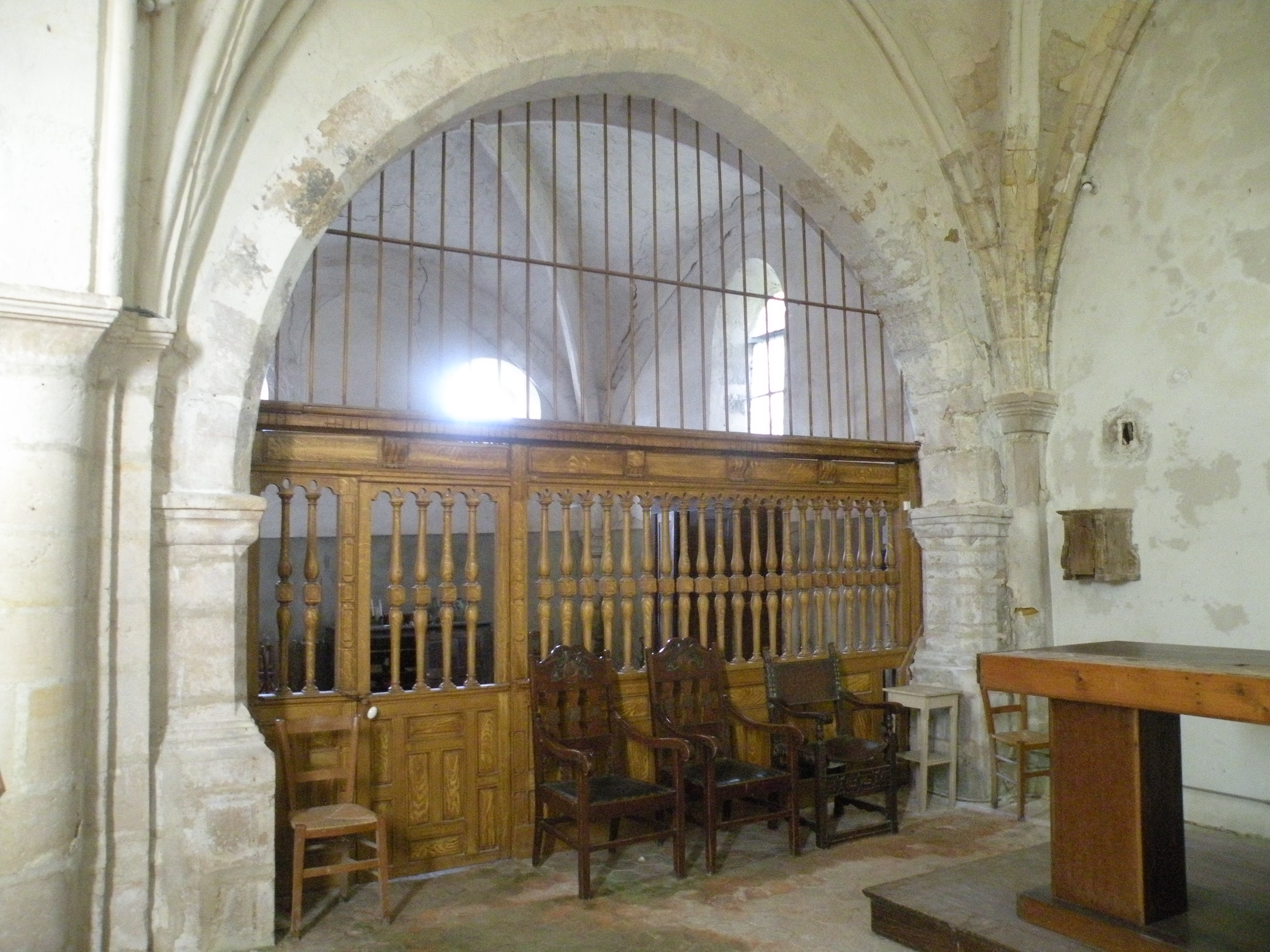
Chœur, grille de la chapelle.

### Aperçu général
Orientée un peu irrégulièrement, avec une légère déviation de l'axe de l'édifice vers le sud-est du côté du chevet, l'église répond à un plan très simple. Elle se compose d'une nef non voûtée de deux travées ; d'un chœur carré au chevet plat d'une seule travée ; et d'une chapelle carrée au nord du chœur. Ces deux dernières travées sont voûtées d'ogives. L'accès se fait par le portail occidental de la nef, ou un portail latéral au nord, au début de la deuxième travée. Le vaisseau central possède un toit à deux versants avec des pignons à l'ouest et à l'est, tandis que la chapelle est recouverte d'un toit à croupe. Un petit clocher en charpente ardoise s'élève au-dessus de la partie orientale du toit de la nef.

### Intérieur
La nef n'est qu'une simple salle rectangulaire. Les murs sont enduits et blanchis à la chaux. Le plafond en bois plâtré est raccordé aux murs latéraux par des segments en quart-de-cercle. Une corniche moulurée marque la limite entre les murs latéraux et le plafond. À l'ouest, le portail rectangulaire s'ouvre sous un arc de décharge d'un tracé aigu irrégulier. Au-dessus, une fenêtre en arc brisé fortement ébrasée éclaire la nef. Au nord et au sud, les murs sont percés de quatre fenêtres au total, qui sont symétriquement distribuées. Elles sont en tiers-point, et présentent un ébrasement un peu moins prononcé que la baie occidentale. Au nord, un peu avant la seconde fenêtre, une porte rectangulaire à double vantail offre un second accès à l'église. Elle était bouchée jusqu'à la restauration des années 1920. Au sud, l'autel de la Vierge Marie lui fait face. Il est presque entièrement pris dans l'épaisseur du mur, grâce à une profonde niche en plein cintre, qui abrite une statue de la Vierge à l'Enfant. Seulement la bordure de la table d'autel et la partie antérieure de son soubassement antérieure font saillie devant la surface murale. L'on note que l'épaisseur du mur gouttereau diminue au niveau des fenêtres, ce qui traduit une réfection de la partie haute du mur, ou l'antériorité de la partie basse sur le reste de l'édifice.
La nef communique avec le chœur par l'arc triomphal, qui devait être initialement en tiers-point, mais qui est très déformé du côté sud. Il est à double rouleau, le rang de claveaux supérieur étant mouluré d'un tore de chaque côté, et le rouleau inférieur d'un méplat entre deux tores dégagés. Si cette disposition est des plus courantes, les supports sont inhabituels. Les tailloirs ont été retaillés, et les corbeilles des chapiteaux ont été arasées assez longtemps après la construction. Les chapiteaux du rouleau inférieur reposent sur des colonnettes de forme aplatie, qui sont engagées dans des dosserets largement débordant vers la gauche et vers la droite. C'est sur les tailloirs de ce dosseret que retombe le rouleau supérieur. Le dosseret lui-même s'adosse contre un pilastre, qui déborde également des deux côtés. Vers l'est, le pilastre sert de support aux chapiteaux et tailloirs des ogives du sanctuaire, et vers l'ouest, il ne supporte rien. C'est pour Louis Régnier une indice que le voûtement de la nef était envisagé au moment de la construction du chœur. Les ogives sont au profil très répandu d'une arête entre deux tores, et la clé de voûte est une petite rosace caractéristique de la première moitié du XIIIe siècle. Des formerets monotoriques en tiers-point existent au nord, à l'est et au sud. Dans les angles nord-est et sud-est, les nervures sont reçues sur les tailloirs de colonnettes à chapiteaux uniques. Ici, la modénature et la sculpture d'origine se sont également perdues. L'éclairage est procuré par une unique fenêtre, côté sud, qui est en plein cintre, mais qui semble être issue de la transformation d'une lancette en tiers-point. Le triplet du chevet avait été remplacé par une baie en plein cintre analogue, qui à son tour a été bouchée à la faveur d'un retable sans intérêt. Il a aujourd'hui disparu, tout comme les boiseries qui garnissaient longtemps les murs du chœur.
Près du milieu du XVIe siècle, le mur septentrional du chœur a été percé d'une large arcade brisée, qui n'est pas moulurée, mais simplement chanfreinée. Les piédroits adoptent la même forme, mais il y a néanmoins des tailloirs et des bases moulurées, ces dernières reposant sur de hauts socles. Les profils ne sont pas bien spécifiques d'une époque. Fermée par une grille de balustres en bois tourné, la chapelle ne sert plus que de débarras. À l'intérieur de la chapelle, une courte colonnette a été logée dans chaque angle. Seulement les colonnettes dans les angles nord-ouest et nord-est portent des chapiteaux sculptés de deux petites rosaces sur chaque face, qui rappellent le décor des frises doriques, et évoquent la Renaissance. Les deux autres chapiteaux restent frustes. Le profil des ogives et formerets n'est pas davantage soigné, puisque ce ne sont que des rangs de claveaux taillés en biseau. La clé de voûte est une petite rosace de facture sobre. Des fenêtres à lancette simple en tiers-point existaient initialement au milieu de chacun des trois murs. Seulement la baie orientale reste ouverte. L'on note sur ces fenêtres l'absence de mouluration, les arêtes sont simplement coupés en biseau. Au nord, le jour entre par deux œils-de-bœuf.

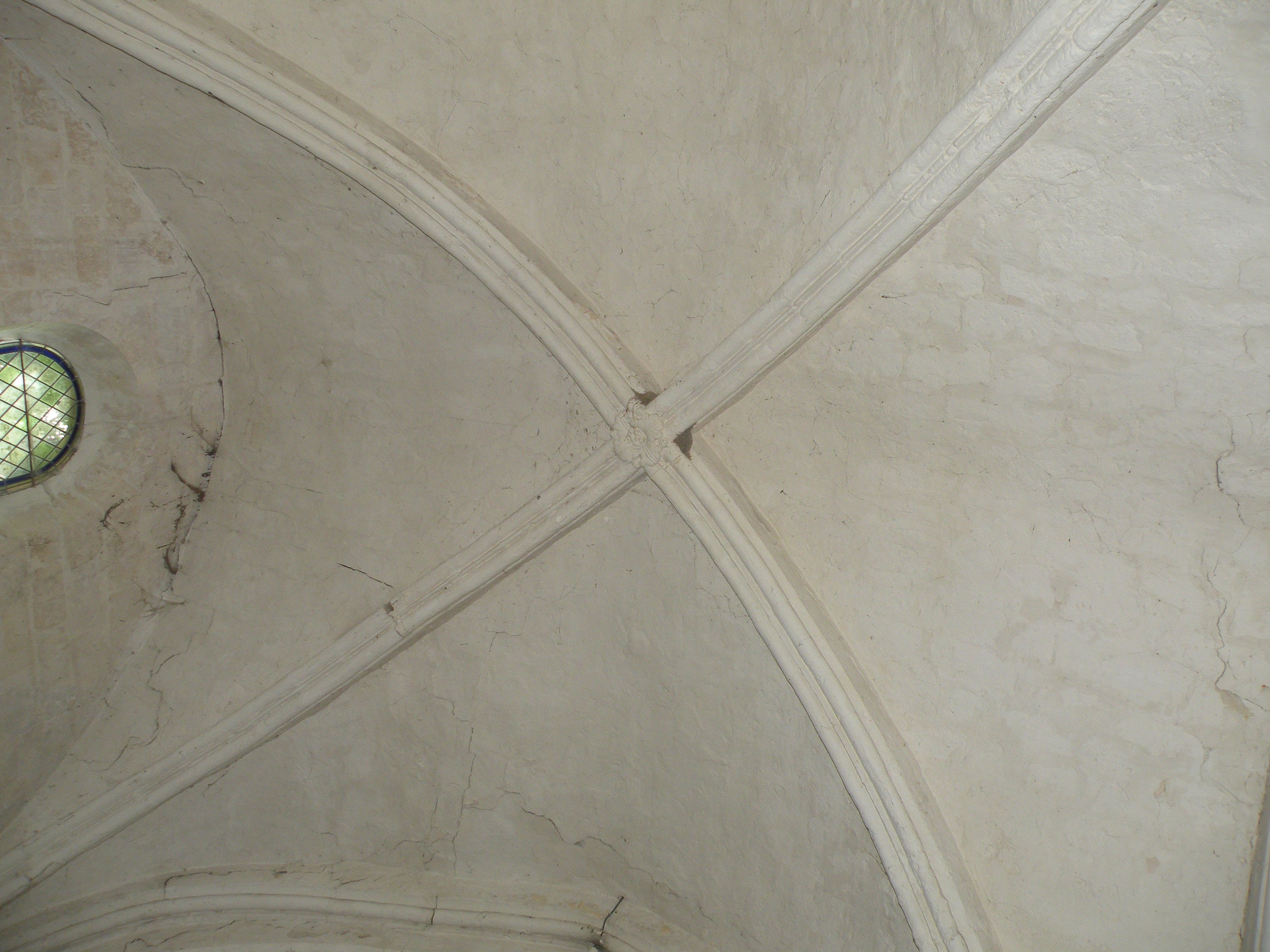
Voûte du chœur.
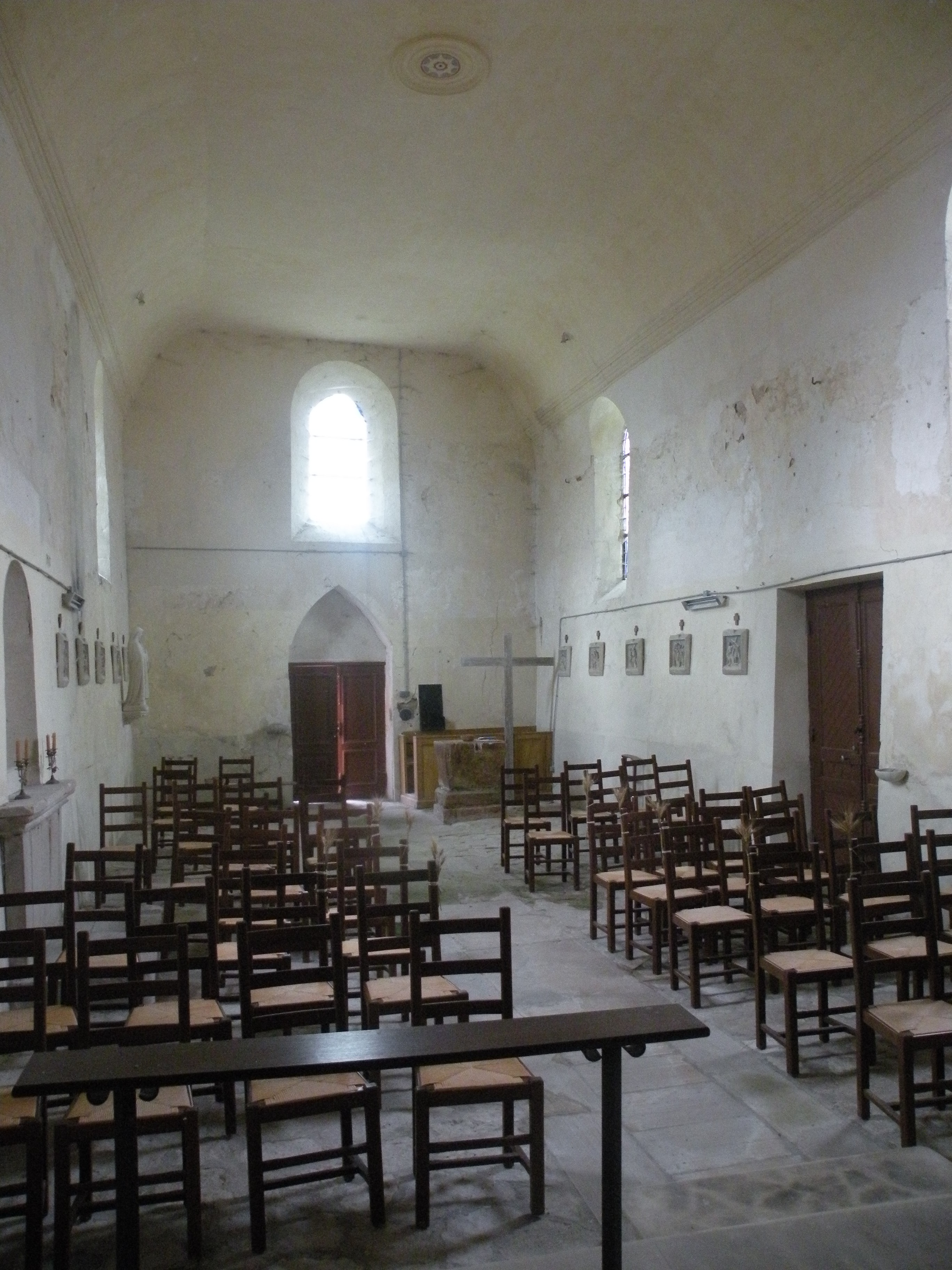
Nef, vue vers l'ouest.
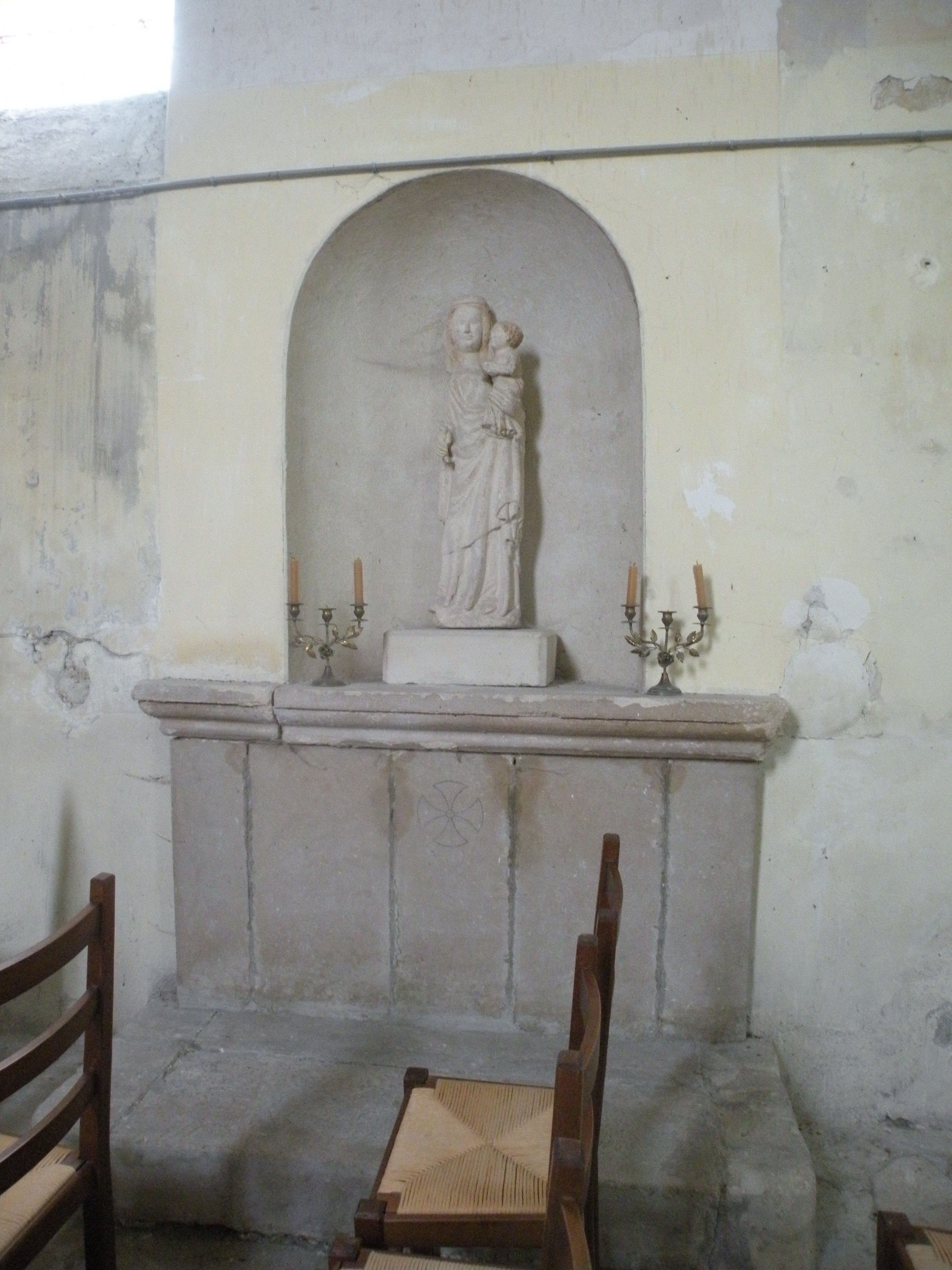
Autel de la Vierge.
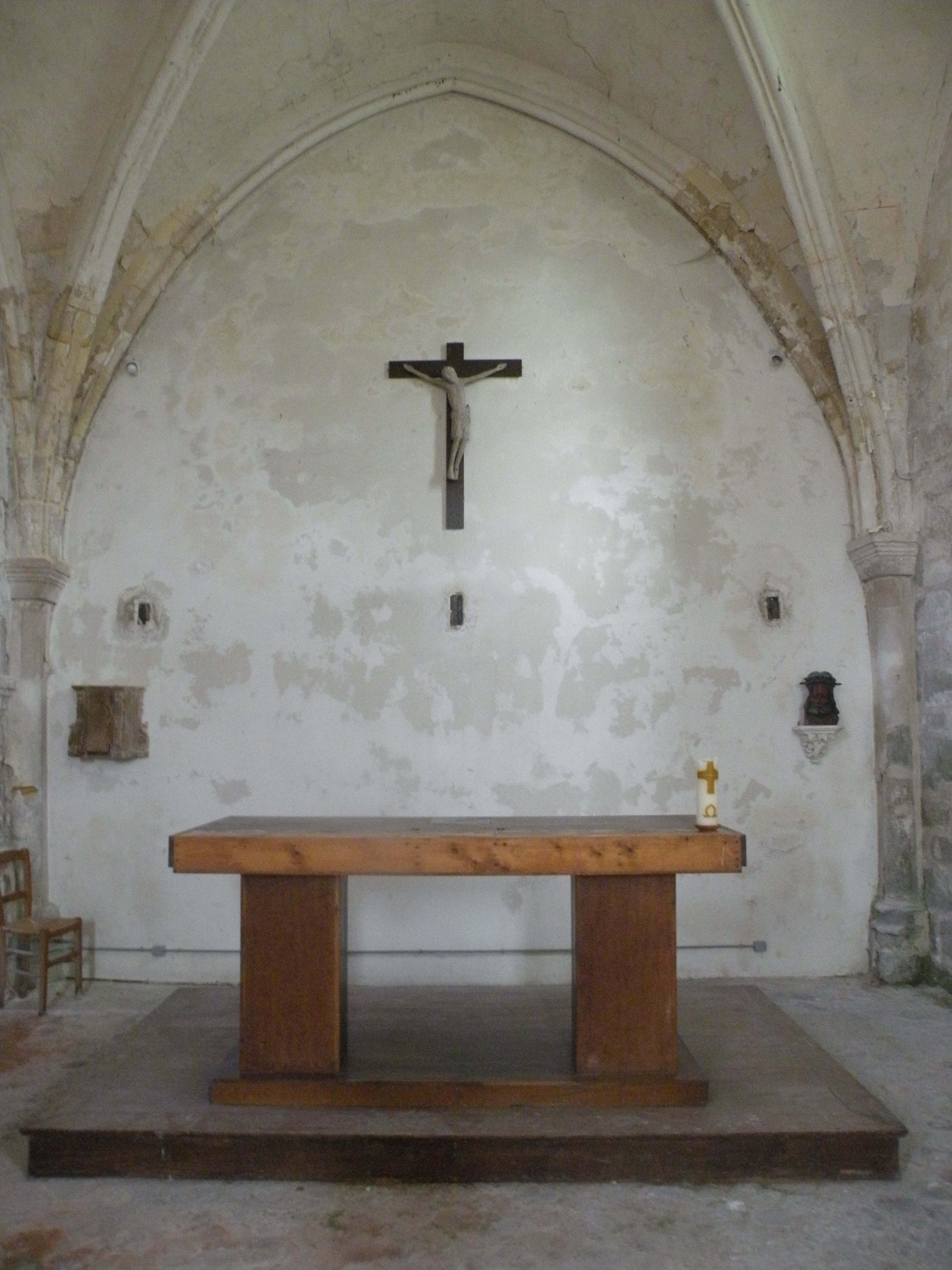
Chœur, vue vers l'est.
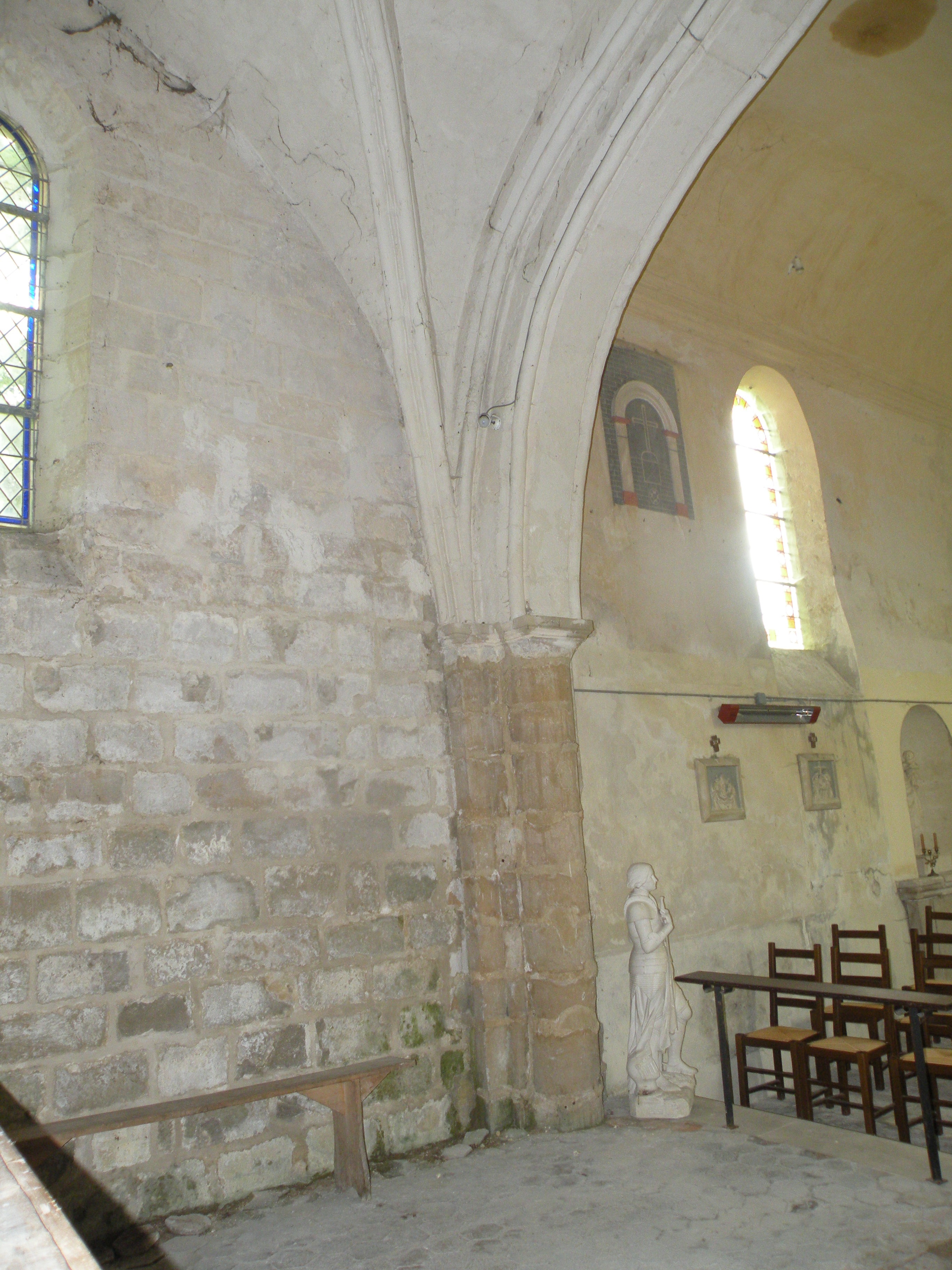
Chœur, supports côté sud.
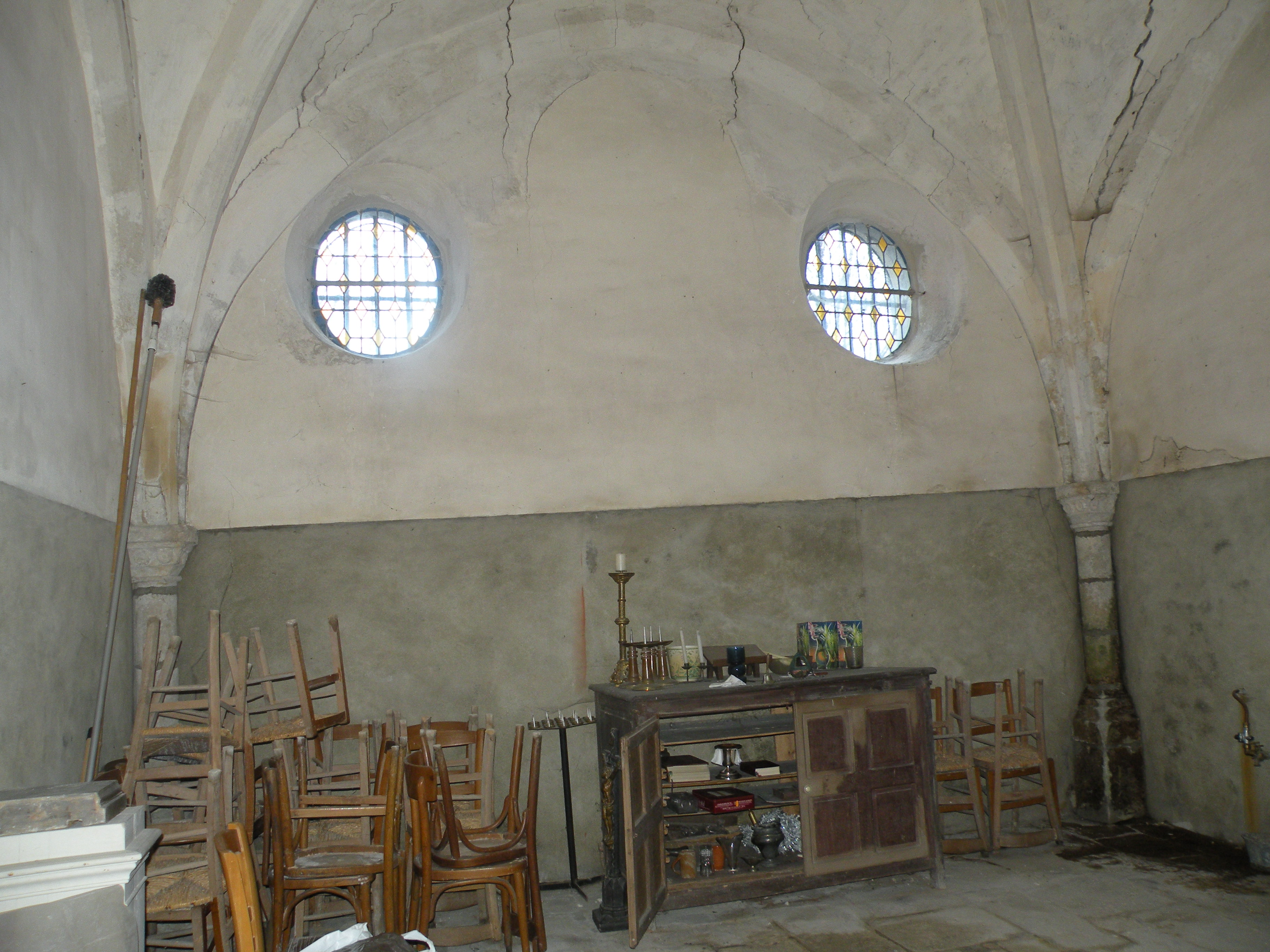
Chapelle, vue vers le nord.

### Extérieur

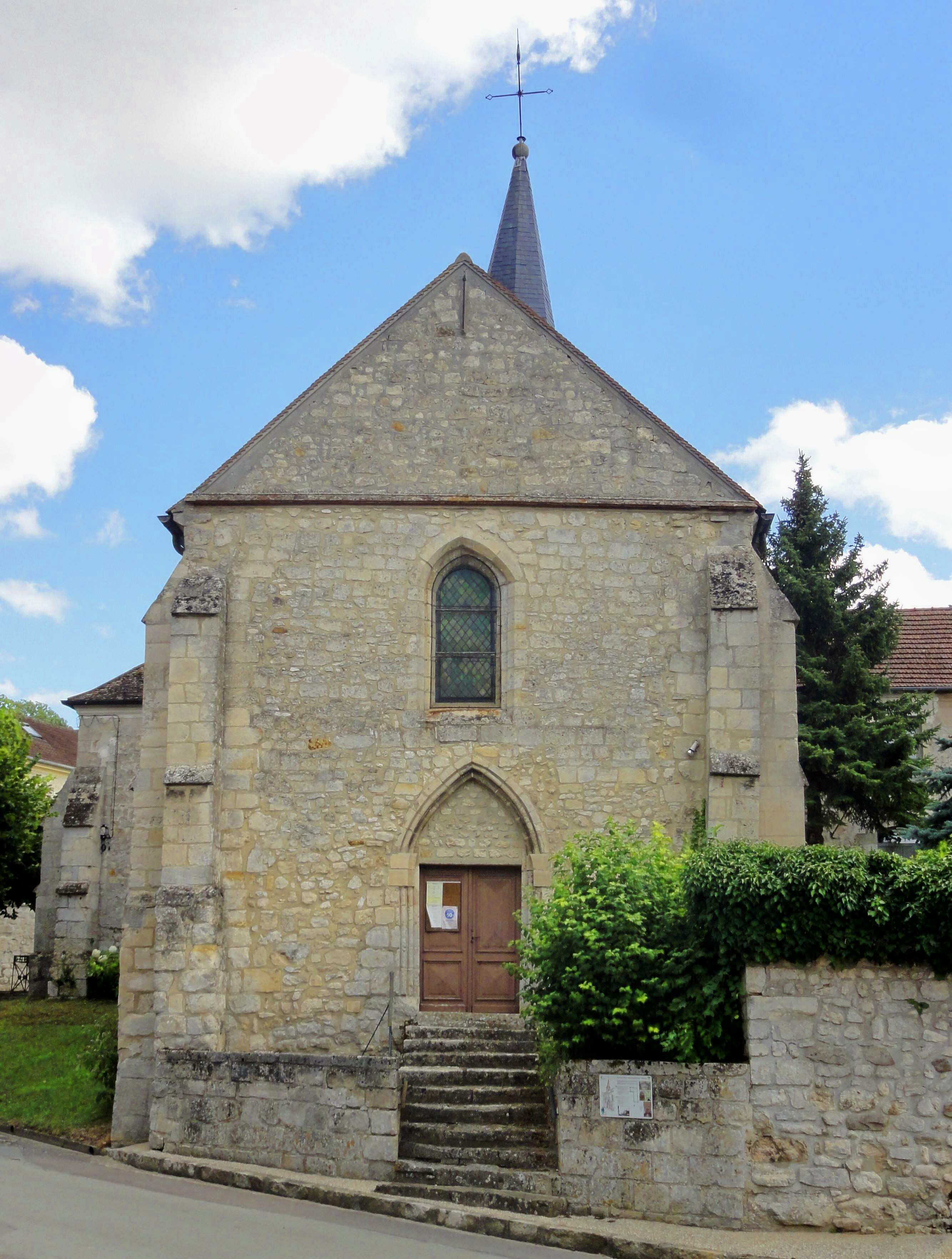
Façade occidentale.

La façade occidentale est épaulée, à chaque angle, par deux contreforts orthogonaux, qui se retraitent à un tiers de leur hauteur par un fruit, et à deux tiers de leur hauteur par un larmier. Ils s'amortissent par un glacis formant larmier. Les deux contreforts regardant vers l'ouest semblent avoir été refaits après le XIIIe siècle. À l'exception des contreforts et des pourtours de la fenêtre au-dessus du portail, le mur est en moellons irréguliers. Un bandeau mouluré court à la naissance du pignon. Le portail s'ouvre sous un arc de décharge en tiers-point, « gauchement tracé » et mouluré de deux tores. Il retombe sur deux blocs de pierre sommairement taillés, qui ne sont pas encore mentionnés par Louis Régnier, et devraient résulter d'une réfection au XXe siècle. Le portail est cantonné de deux paires de grêles colonnettes appareillées, de 7 cm de diamètre, dont l'une conserve son chapiteau. Petit et court, il est revêtu de feuilles recourbées d'une grande simplicité. Le tailloir carré se compose d'un méplat et d'un tore dégagé. « C'est de l'architecture et de la sculpture de village » (Louis Régnier). Le linteau a été refait en béton, et le tympan, appareillé à l'instar des murs, n'est vraisemblablement pas non plus d'origine. Les murs gouttereaux sont également en moellons irréguliers. Ils se terminent par une corniche abattue en biseau, sans aucune ornementation. Les contreforts à l'intersection entre la première et la seconde travée de la nef sont analogues à celles de la façade. Ces contreforts ne se justifient guère que par le projet de munir la nef de voûtes d'ogives. Le portail latéral nord semble avoir possédé un tympan.
La chapelle latérale n'a pas davantage de caractère que la nef. Sa corniche moulurée semble avoir été refaite, car reflétant le style néo-classique. Malgré la période de construction à la fin de la période gothique, et en dépit du voûtement d'ogives, les contreforts ressemblent étonnamment à ceux de la nef, la seule différence étant la présence d'un larmier supplémentaire. L'appareil est également en moellons irréguliers. À l'ouest, près de la nef, un larmier est englobé dans le mur, au même niveau que les premiers larmiers des contreforts de la chapelle. Selon l'usage à partir du milieu du XIIIe siècle, il devait être prévu qu'il fasse le tour de la chapelle à la limite des allèges, mais finalement les fenêtres ont été ménagées à un niveau plus bas. Louis Régnier envisage que le larmier pourrait provenir d'une chapelle antérieure. L'on remarque l'irrégularité des claveaux des baies, sauf pour les deux oculi au nord, qui sont circonscrits par quatre dalles de pierre, qui chacune est entaillé d'un quart d'ovale. Quant au chevet, il est partiellement en pierre de taille, sauf le pignon, qui a été refait à la période moderne. Il est percé d'une étroite ouverture rectangulaire pour l'aération des combles, et une porte basse à la droite, qui est le seul moyen d'accéder aux combles et au clocher, par le biais d'une échelle. Les contreforts sont scandés par un glacis sans larmier, et s'achèvent par un glacis formant larmier, comme les autres. Un appentis pour la pompe à incendie était longtemps adossé à la partie droite du chevet. L'ancien triplet s'inscrit sous un arc de décharge en cintre surbaissé, que Louis Régnier ne signale pas. Bernard Duhamel conjecture qu'il pourrait s'agir des vestiges d'une arcade ouvrant sur une absidiole disparue (ce n'est pas le bon terme ; s'agissant du chœur liturgique, il ne saura être question que d'abside). Sinon, on peut faire le rapprochement avec les triplets d'Amblainville et du prieuré de la Trinité du Fay, sur la même commune, de Borest, d'Ermenonville et de Saint-Jean-aux-Bois, sans citer les nombreux exemples du XIIe siècle dans le Beauvaisis et la vallée de l'Oise et ses environs,.

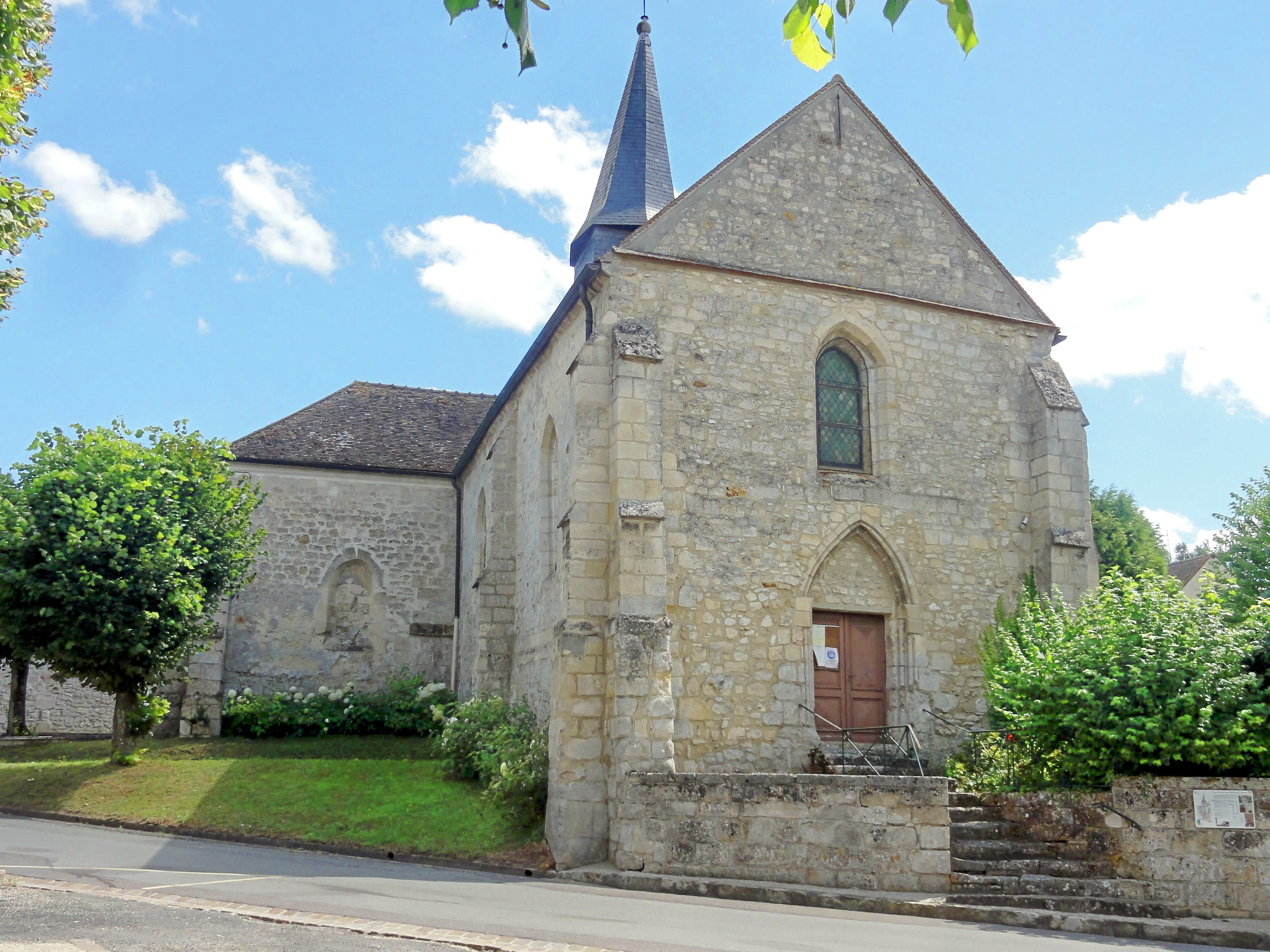
Vue depuis l'ouest.
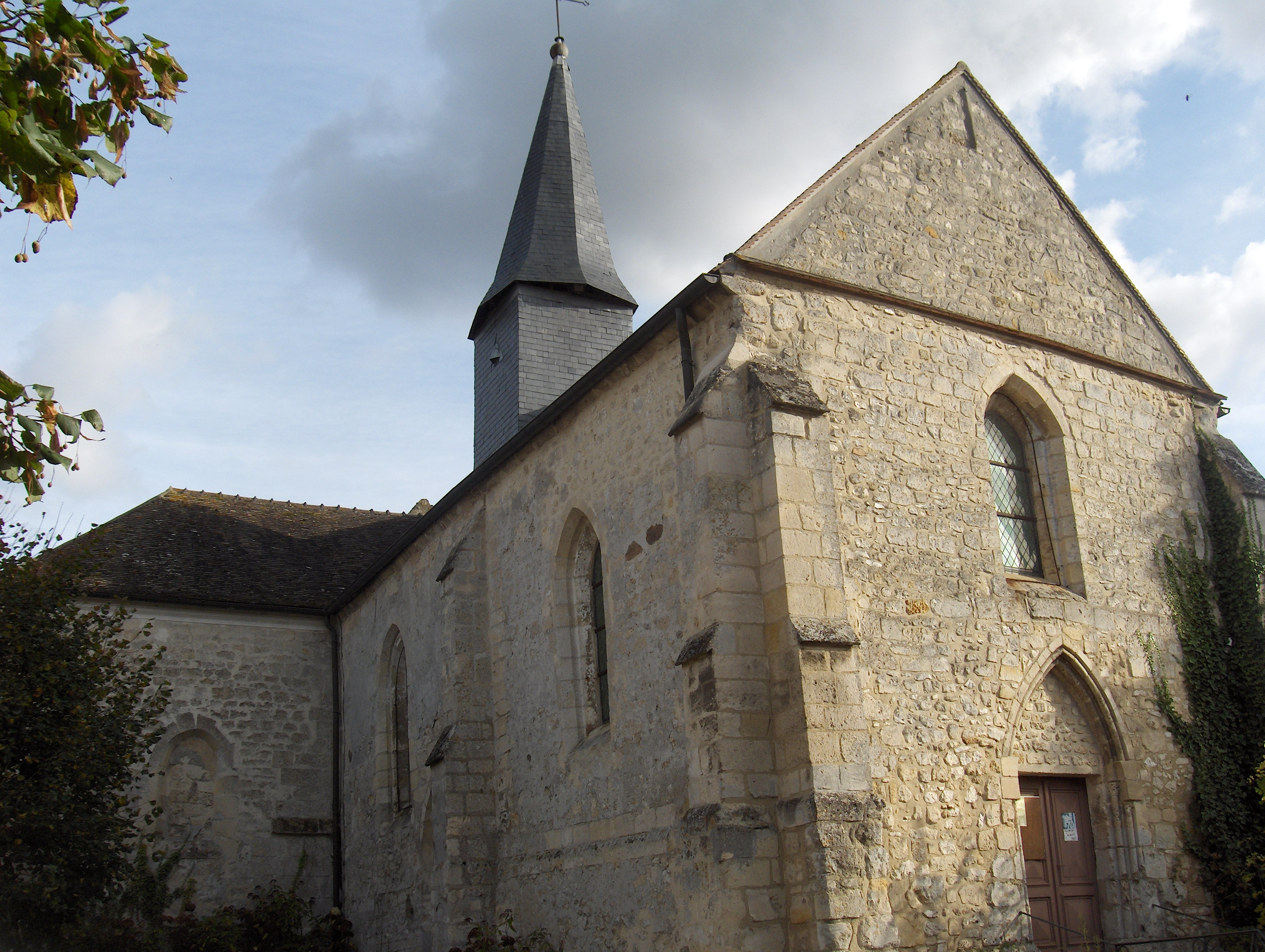
Vue depuis le nord-ouest.
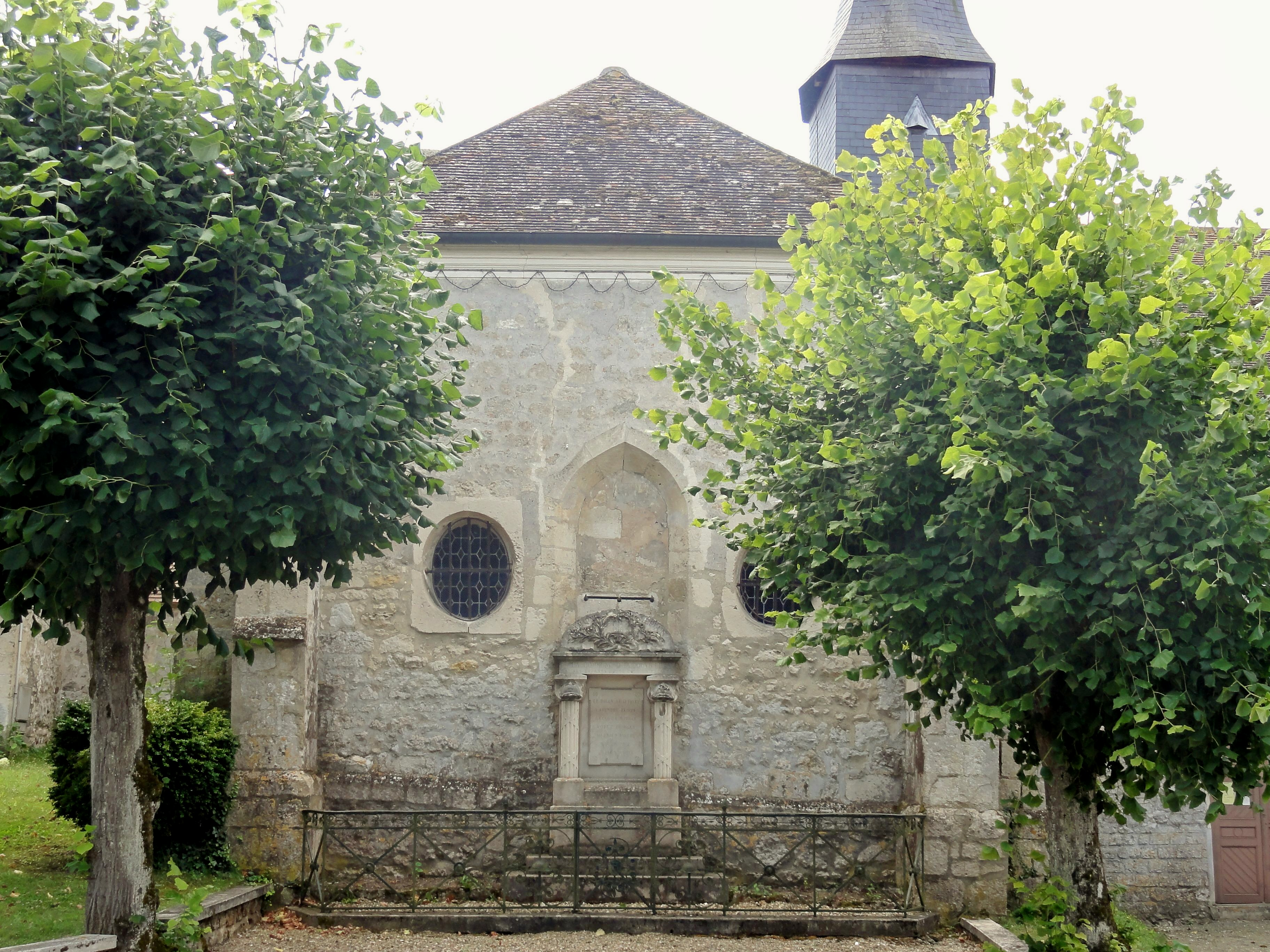
Chapelle, côté nord.
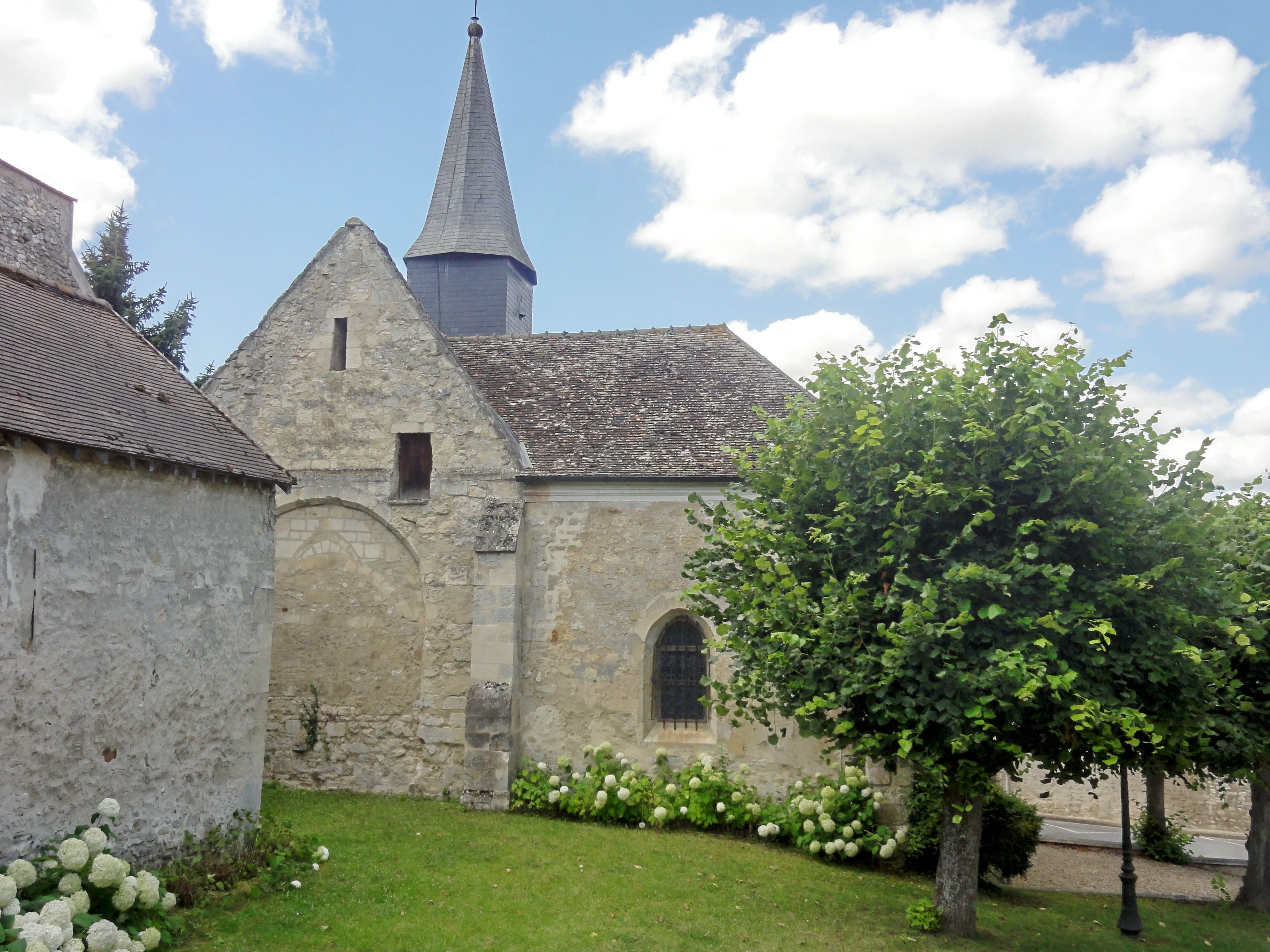
Chevet.

## Mobilier

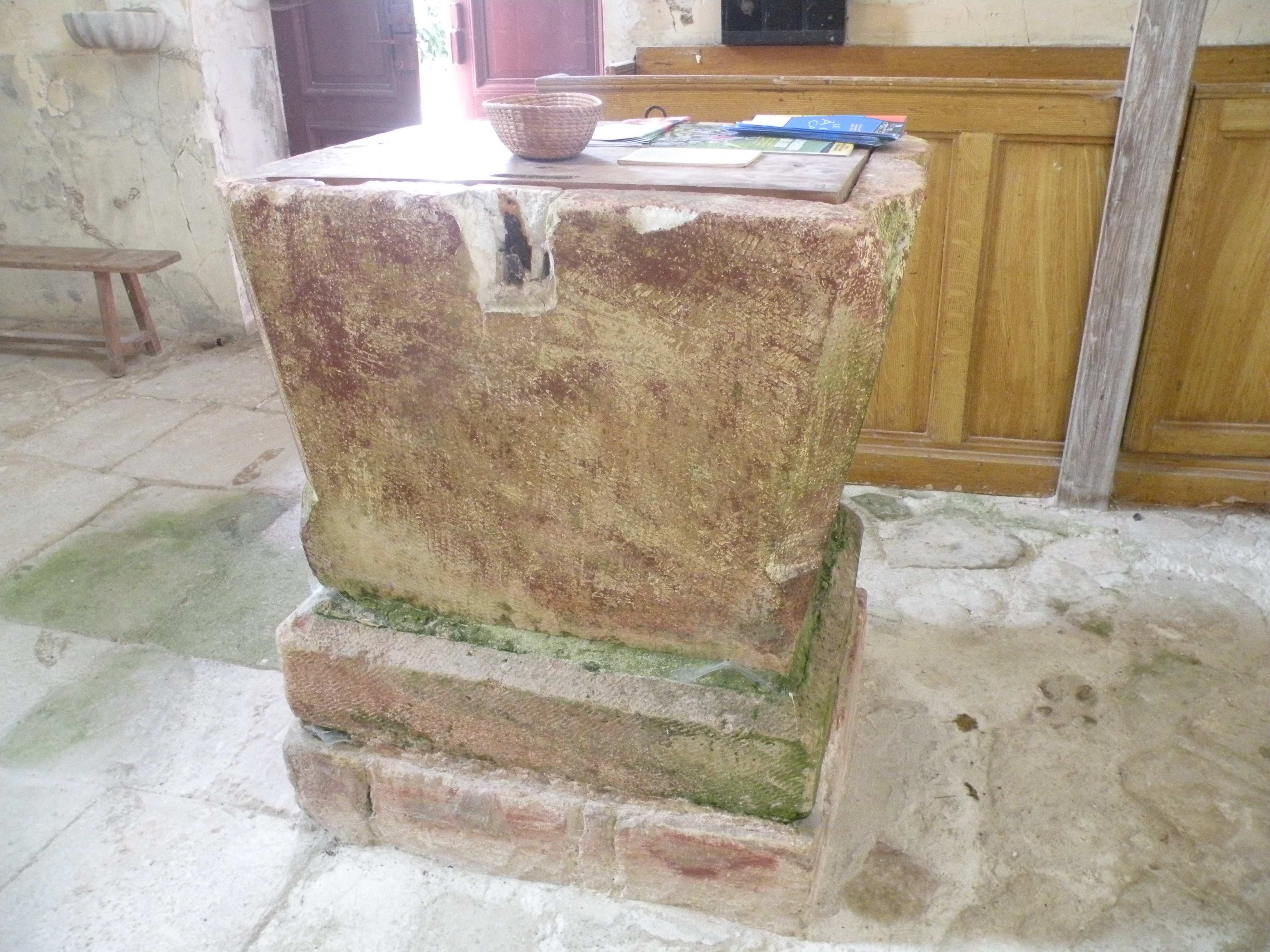
Fonts baptismaux.

Le mobilier de l'église est pauvre et peu fourni. Aucun élément n'est classé monument historique au titre objet. Les éléments suivants méritent d'être signalés.
- Les fonts baptismaux appartiennent à un type rare, mais leur intérêt artistique est néanmoins limité. Sur un socle à double ressaut chanfreiné, dont les caractéristiques n'aident pas à la datation, repose une cuve monolithique de plan barlong. Ses faces sont des rectangles inclinés, de sorte que la longueur et la largeur augmentent en approchant du sommet. À la bordure, qui n'est pas décorée, les dimensions sont de 84 cm sur 68 cm. Les arêtes sont coupées en biseau, avec un ressaut près du socle. Cette cuve de facture rustique peut être datée d'une époque comprise entre le XIVe et le XVIe siècle[11],[12].
- La statue en pierre de la Vierge à l'Enfant dans la niche de l'autel de la Vierge, au sud de la nef, mesure 101 cm de hauteur, et date du XIVe siècle. Marie est représentée debout et de face. Sa silhouette est mince, et sa posture paraît figée. L'Enfant tourne sa tête vers sa mère, et tient dans sa main gauche un oiseau. L'objet que tenait la Vierge dans sa main droite, probablement une fleur, est incomplet[13].
- Devant le chœur, une dalle funéraire est scellée dans le sol. Les quelques caractères en capitale romaine évoquent le XVIIe ou le XVIIIe siècle, mais l'épitaphe est devenue indéchiffrable sous l'effet de l'usure[14].
- La clôture en bois de la chapelle porte les caractéristiques de la Renaissance, et devrait dater de la période comprise entre 1560 et 1610 environ. Les longs et minces balustres portent d'étroites arcatures en plein cintre, dont les intervalles sont percés d'orifices ovales. Les montants de la porte sont revêtus de petits panneaux méplats. La clôture est sommée d'un entablement aniconique, dont la corniche repose sur des consoles revêtues de feuillages assez espacées, placées devant la métope[15],[12].
- La cloche en bronze a été fondue en 1888 par le fondeur de cloches Crouzet-Hildebrandt, successeur de son beau-père Auguste Hildebrandt. Elle est citée comme référence dans un prospectus de l'entreprise. La matière provient de l'ancienne cloche, nommée Jeanne, qui datait de 1660. Baptisée Germaine, la cloche actuelle mesure 55 cm de hauteur pour 54 cm de diamètre. Des motifs en bas-reliefs la décorent, à savoir un calvaire, une représentation de l'Immaculée Conception, et trois frises de rinceaux de feuillages[16],[14].